# 120462 Amanohashidate
120462 Amanohashidate è un asteroide della fascia principale. Scoperto nel 1990, presenta un'orbita caratterizzata da un semiasse maggiore pari a 2,3926296 UA e da un'eccentricità di 0,2437674, inclinata di 4,48719° rispetto all'eclittica.